# Artigliere (cacciatorpediniere 1937)
L’Artigliere è stato un cacciatorpediniere della Regia Marina.

## Propulsione
L'apparato motore, molto potente, era costituito da due gruppi turboriduttori tipo Belluzzo/Parsons alimentate da tre caldaie a tubi d'acqua tipo Yarrow, che scaricava la propria potenza su due eliche; sviluppava una potenza di 49000 cavalli e consentiva alla nave di raggiungere la velocità molto elevata di quasi 39 nodi, ma non aveva per contro un'elevata autonomia.

## Armamento
L'armamento principale era costituito da quattro cannoni Ansaldo da 120/50 mm, in due torrette binate, che, a partire dagli anni trenta, ha equipaggiato tutte le classi di cacciatorpediniere costruiti per la Regia Marina.
L'armamento antiaereo era costituito da otto mitragliere da 20/65 mm Mod. 1935, in quattro impianti binati, ed era inoltre presente un obice illuminante da 120/15 mm posizionato sulla tuga centrale.
L'armamento antisommergibile era costituito da sei tubi lanciasiluri da 533 mm in due impianti tripli, da due lanciabombe laterali, bombe di profondità e mine.

## Storia
La nave, entrata il squadra il 14 novembre 1938, venne inquadrata nella XI Squadriglia Cacciatorpediniere e nel corso del 1939 svolse attività addestrativa, effettuando crociere nel Mar Tirreno, in Nordafrica e nel Dodecaneso. Nel maggio 1939 prese parte alla parata navale di Napoli in occasione della visita del Principe Paolo, Reggente del Regno di Jugoslavia.
All'inizio della Seconda guerra mondiale era caposquadriglia della XI Squadriglia Cacciatorpediniere, che formava insieme ai gemelli Aviere, Geniere e Camicia Nera.
L'11 giugno 1940 fu inviato in perlustrazione nel Canale di Sicilia insieme al resto della XI Squadriglia, alla XII Squadriglia Cacciatorpediniere (Ascari, Lanciere, Carabiniere, Corazziere), alla III Divisione (incrociatori pesanti Trento, Pola, Bolzano) ed alla VII (incrociatori leggeri Attendolo e D’Aosta).
Il 19 giugno salpò da Augusta insieme alle altre tre navi della XI Squadriglia per trasportare rifornimenti a Bengasi, ove arrivò l'indomani.

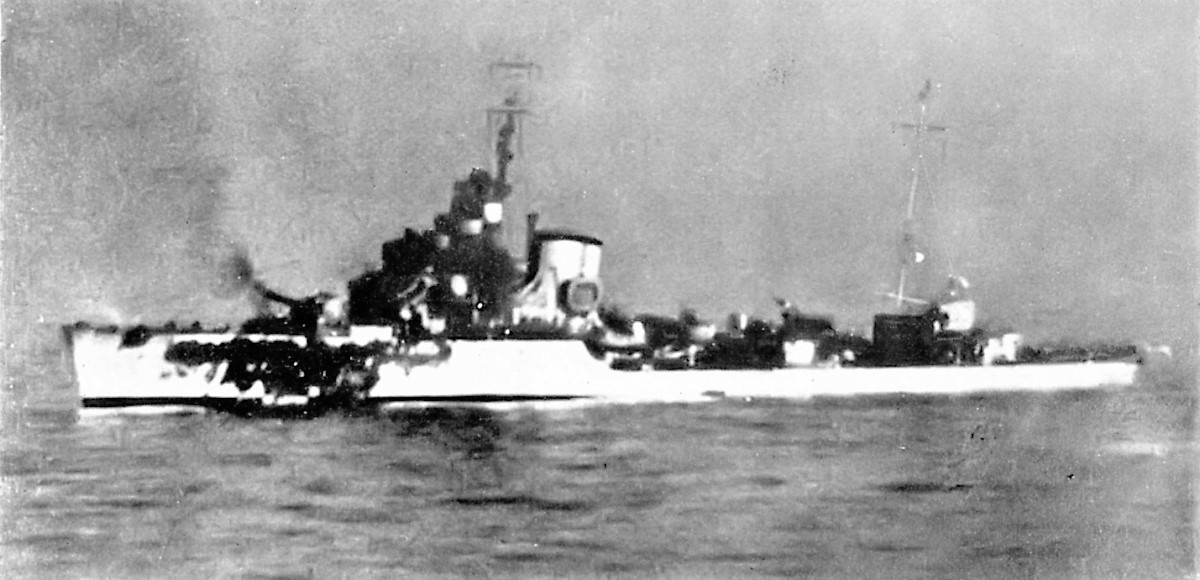
LArtigliere gravemente danneggiato durante lo scontro notturno del 12 ottobre 1940

Il 7 luglio, alle 15:45, lasciò Messina insieme alle unità sezionarie ed alla III Divisione (Trento e Bolzano), congiungendosi poi con il resto della II Squadra Navale (incrociatore pesante Pola, Divisioni incrociatori I, II e VII per un totale di 9 unità e squadriglie cacciatorpediniere IX, X, XII e XIII) che, dopo aver funto da forza di appoggio a un'operazione di convogliamento per la Libia, si unì alla I Squadra e partecipò alla battaglia di Punta Stilo del 9 luglio: durante il ripiegamento della flotta italiana in tale scontro, la XI Squadriglia avvistò ed attaccò le navi britanniche alle 16.15; in particolare, l’Artigliere stese una cortina fumogena, quindi aprì il fuoco da 13.200 metri di distanza ed alle 16:20, portatosi a 3000 metri, lanciò infruttuosamente i siluri insieme alle altre tre unità (che lanciarono in tutto 10 armi, 7 contro una corazzata e 3 contro un incrociatore).
Nella notte tra l'11 ed il 12 ottobre 1940 fu inviato – al comando del capitano di vascello Carlo Margottini – a pattugliare, insieme alle tre unità della sua squadriglia ed alle torpediniere della I Squadriglia (Alcione, Airone, Ariel) l'area ad est di Malta, alla ricerca di navi britanniche che avrebbero dovuto trovarsi in quella zona. Nelle prime ore della notte del 12 ottobre le tre torpediniere della I Squadriglia attaccarono l'incrociatore leggero HMS Ajax, che faceva parte di un più ampio schieramento navale britannico che stava tornando ad Alessandria d'Egitto dopo aver scortato un convoglio navale per Malta: ne derivò un violento e confuso scontro in seguito al quale vennero affondate l’Airone e l’Ariel, mentre l’Ajax ebbe danni non gravi.

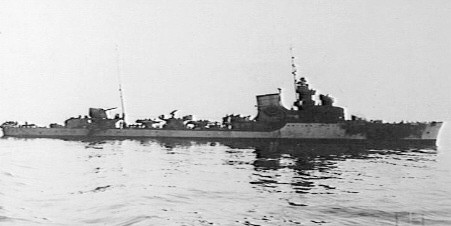
Un'altra dellArtigliere gravemente danneggiato dopo lo scontro

Prima di attaccare, all'1:37, le torpediniere avevano lanciato un segnale di scoperta, che fu ricevuto in tempi diversi dai cacciatorpediniere della XI Squadriglia: l’Artigliere lo ricevette all'1:50 e, dopo aver virato verso nord, si portò all'attacco avvistando l'incrociatore britannico alle 2:29; aprì il fuoco con i cannoni, colpendo l’Ajax quattro volte (ne risultarono la distruzione di un pezzo da 102 mm e del radar ed altri danni non importanti, oltre ad alcune vittime e feriti), ma mentre si preparava a lanciare i siluri (ne poté poi lanciare solo uno, contro il fianco di dritta dell’Ajax, ma mancò il bersaglio), alle 2:31, fu ripetutamente centrato dalla reazione dell'incrociatore: le riservette di munizioni del complesso prodiero da 120 mm esplosero causando un violento incendio, altri due colpi caddero in coperta causando altri danni e molte vittime, uno centrò la sala caldaie centrale ed un altro la sala macchine prodiera. Alle 2:32 l’Artigliere si trovava immobilizzato ed in fiamme, ormai fuori combattimento; oltre metà dell'equipaggio, tra cui tutti gli ufficiali di vascello, era morta o ferita. Anche il comandante Margottini e l'assistente di squadriglia, tenente di vascello Corrado Del Greco, rimasero uccisi nel combattimento: alla loro memoria fu conferita la Medaglia d'oro al valor militare.

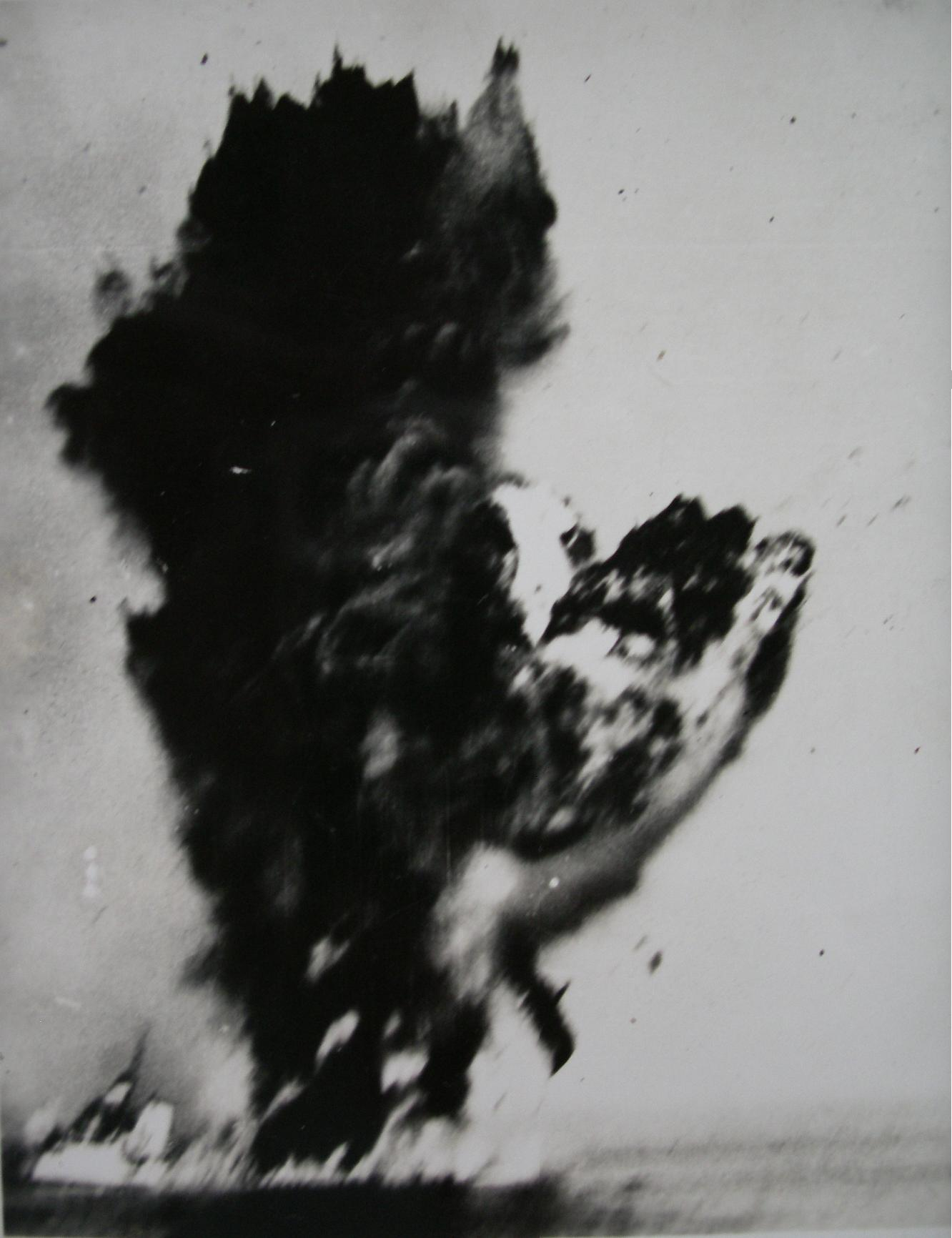
Il deposito munizioni poppiero dellArtigliere esplode dopo il siluramento della nave da parte dell'incrociatore HMS York, alle 9:05 del 12 ottobre 1940.

Terminato lo scontro, l'equipaggio superstite, diretto dal maggiore del Genio Navale Mario Giannettini, cercò di domare gli incendi e riparare alla meglio i danni per salvare la nave, riuscendo, verso le 3, a rimettere in moto grazie all'unica caldaia rimasta intatta, ma alle 4 del mattino anche l'ultima caldaia risultò inutilizzabile perché non alimentabile. Il Camicia Nera (l'Aviere, colpito, ed il Geniere, illeso, si erano allontanati) lo prese a rimorchio, ma contro le due navi l'ammiraglio Cunningham, comandante della flotta inglese, inviò gruppi di bombardieri ed aerosiluranti ed anche alcuni incrociatori: alle 8:10 il Camicia Nera, sotto continui attacchi aerei e con due unità avversarie in vista, dovette lasciare i cavi e abbandonare l’Artigliere. L'incrociatore pesante HMS York sparò un colpo davanti alla prua con il quale ordinava di abbandonare la nave: l'equipaggio, sull'attenti, ammainò la bandiera, la chiuse in un sacco piombato e quindi abbandonò la nave. Abbandonato dall'equipaggio, cannoneggiato ed incendiato dallo York e colpito anche da un siluro, l’Artigliere s'inabissò alle 9:05 (9:15 secondo altre fonti), in posizione 36°30' N e 16°07' E. L'incrociatore inglese non recuperò superstiti, ma gettò in acqua alcuni zatterini e segnalò in chiaro la posizione dei naufraghi al comando italiano.
Le perdite umane furono piuttosto pesanti: su un equipaggio di 254 uomini, solo 122 sopravvissero (22 recuperati e fatti prigionieri dal cacciatorpediniere HMS Vampire ed i rimanenti 100 da unità italiane).
In seguito alla caduta del fascismo, il 30 luglio 1943, il gemello Camicia Nera venne ribattezzato Artigliere in onore del cacciatorpedineiere affondato nello scontro di Capo Passero.
Nel 2017, dopo quasi 77 anni dal suo inabissamento, ne è stato annunciato il ritrovamento. Questo è avvenuto nel mese di marzo, da parte del team oceanico di Paul Allen, cofondatore di Microsoft, appassionato di esplorazioni sottomarine. Lo Artigliere è stato individuato dal team di ricerca della nave Petrel ad una profondita di circa 3600m sotto la superficie del mare tra la Sicilia e Malta.

### Comandanti
Capitano di vascello Francesco Baldizzone (nato a Genova il 21 agosto 1891) (14 novembre 1938 - 2 novembre 1939)
Capitano di vascello Carlo Daviso di Charvensod (nato a Pinerolo il 22 settembre 1890) (3 novembre 1939 - 26 aprile 1940)
Capitano di vascello Carlo Margottini (nato a Roma il 19 gennaio 1899) (+) (27 aprile - 12 ottobre 1940)